# Lijst van voetbalinterlands Amerikaanse Maagdeneilanden - Costa Rica (vrouwen)
Deze lijst van voetbalinterlands is een overzicht van alle officiële voetbalinterlands tussen de nationale vrouwenteams van de Amerikaanse Maagdeneilanden en Costa Rica. De landen hebben tot nu toe één keer tegen elkaar gespeeld.

## Wedstrijden
| № | Plaats        | Datum             | Competitie           | Wedstrijd                                | Uitslag |
| - | ------------- | ----------------- | -------------------- | ---------------------------------------- | ------- |
| 1 | Christiansted | 14 september 2014 | WK kwalificatie 2023 | Amerikaanse Maagdeneilanden − Costa Rica | 0 − 6   |

## Samenvatting
| Competitie      | Totaal gespeeld | Winst Amerikaanse Maagdeneilanden | Gelijk | Winst Costa Rica | Doelsaldo Amerikaanse Maagdeneilanden – Costa Rica |
| --------------- | --------------- | --------------------------------- | ------ | ---------------- | -------------------------------------------------- |
| WK kwalificatie | 1               | 1                                 | 0      | 0                | 0 − 6                                              |
| Totaal          | 1               | 1                                 | 0      | 0                | 0 − 6                                              |

USVI Soccer Federation · A-internationals · Mannenelftal van de Amerikaanse Maagdeneilanden
2002 – 2009 · 2010 – 2019 · 2020 – 2029
Anguilla ·
Antigua en Barbuda ·
Aruba ·
Bahama's ·
Barbados ·
Bermuda ·
Britse Maagdeneilanden ·
Costa Rica ·
Cuba ·
Curaçao ·
Dominica ·
Dominicaanse Republiek ·
Grenada ·
Guatemala ·
Haïti ·
Jamaica ·
Kaaimaneilanden ·
Saint Kitts en Nevis ·
Saint Lucia ·
Saint Vincent en de Grenadines ·
Suriname ·
Trinidad en Tobago ·
Turks- en Caicoseilanden